# Brückenrasthaus Frankenwald
Koordinaten: 50° 24′ 19″ N, 11° 46′ 25″ O

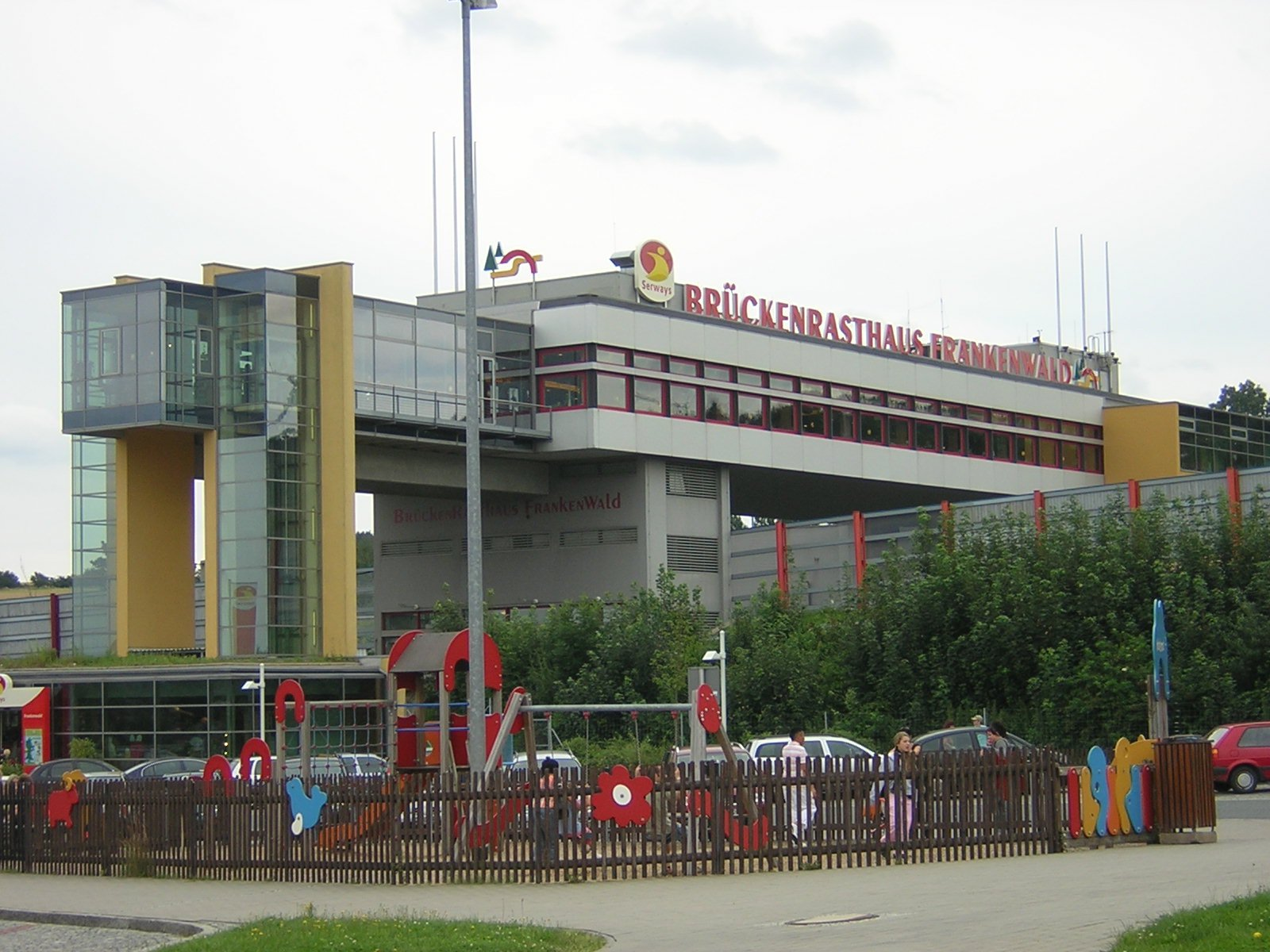
Brückenrasthaus Frankenwald an der A 9

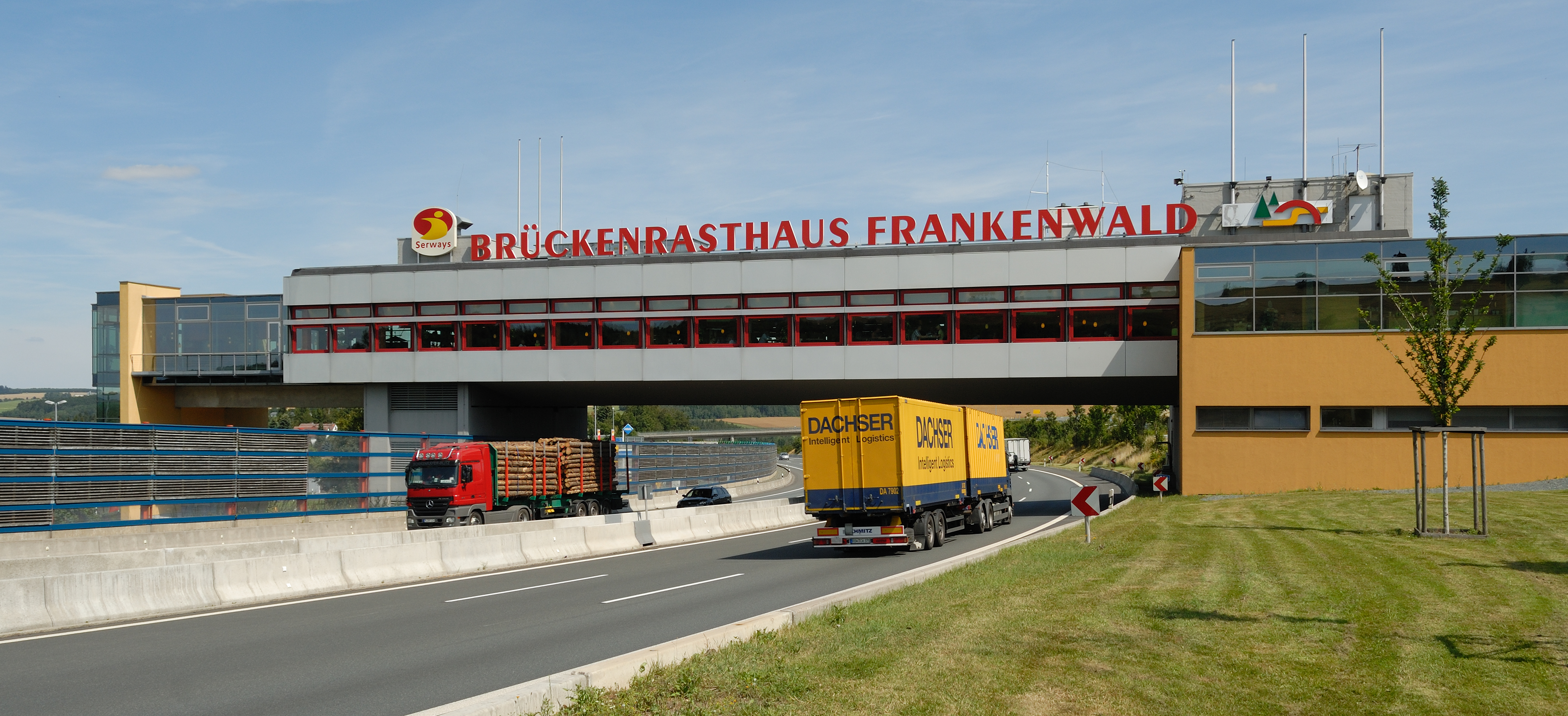
Brückenrasthaus Südansicht

Das Brückenrasthaus Frankenwald ist der gastronomische Teil der beiden Autobahnraststätten Frankenwald Ost und Frankenwald West an der A 9 nördlich von Hof unmittelbar vor der thüringischen Landesgrenze in Bayern. Es liegt an der Ausfahrt 30 (Rudolphstein) oberhalb der Saale.
Das Brückenrasthaus Frankenwald ist eine von zwei Autobahnraststätten in Deutschland, die als Brückenrestaurant ausgeführt wurden. Im Jahr 1967 wurde sie als erste Brückenraststätte Deutschlands in Betrieb genommen und bot einen Ausblick auf die damalige innerdeutsche Grenze. Die Raststätte Frankenwald lag damals neben den Abfertigungsanlagen von Polizei und Zoll. Daneben existiert nur noch die jüngere Raststätte Dammer Berge an der A 1.
Das Brückenrasthaus Frankenwald gehört wirtschaftlich zur Gemeinde Berg und wird von der Albert & Michael Vogler GmbH geführt. Es basiert auf Selbstbedienung und hat etwa 250 Sitzplätze, davon 20 auf einer Terrasse.